# SOKO G-2 Galeb
G-2 Galeb je enomotorno šolsko vojaško letalo jugoslovanske proizvodnje. Izdelano je bilo z namenom, da nadomesti ameriška zastarela letala Lockheed T-33.

## Zgodovina
Razvoj Galeba se je začel leta 1957 na Zrakoplovnem tehničnem inštitutu (Srbohrvaško: Vazduhoplovno-tehnički institut, VTI), z izdelavo prototipov G-1 Galeb (3 gumijasti rezervoarji v trupu) in G-2 Galeb (2 rezervoarja v trupu in rezervoarja v krilih). G-2 Galeb je postal kasneje osnova za nadaljnjo serijsko proizvodnjo, ki se je pričela leta 1963 v Mostarju, v tovarni SOKO.
Prvi poizkusni let je bil 3. julija 1961, v dejansko uporabo pa je šel 30. julija 1965.

## Opis
G-2 Galeb ima ravna krila, z rezervoarji na konicah kril. Ima katapultirni sedež in nosilce za lahke bombe in rakete. Letalo je enostavno za upravljanje, kot tudi za vzdrževanje. Višina leta je omejena na 9000 m, ker letalo nima nadtlačne kabine.
Glavni kupec je bilo Jugoslovansko vojno letalstvo (130 letal), poleg pa še Libija (112 letal) in manj Zambija (6 letal).
Leta 1985 se je končala proizvodnja teh letal, saj so jih nadomestila novejša letala G-4 Super Galeb.

## Izvedenke
- G-1 Galeb (prvi prototip)
- G-2 Galeb (drugi prototip)
- G-2A Galeb (standardno serijsko letalo)
- G-2A-E (izvedenka za izvoz v Libijo in Zambijo)
- G-2Š (neoboroženo šolsko letalo)
- G-3 Galeb (prototip z dodatno opremo, ni bil v serijski proizvodnji)
- J-1 Jastreb (nastal iz G-2A, ki ima okrepljen trup in močnejši motor, da lahko nosi težji bojni tovor)

Proizvedenih je bilo 251 letal, od tega tri prototipi.

## Uporabniki
- Slovenija - privatni lastnik
- Hrvaška - 3 letala so bila zajeta med operacijo Nevihta, samo še eden je v uporabi, ki je v privatni lasti
- Libija
- Združene države Amerike - privatni lastniki
- Srbija

## Bivši uporabniki
- Jugoslavija
- Zair (1 Galeb skupaj z dvema Jastreboma je bil dostavljen po Francosko-Srbski pogodbi leta 1997)
- Zambija